# 帯廣神社
帯廣神社（おびひろじんじゃ）は、北海道帯広市にある神社である。旧社格は県社。
大國魂神・大那牟遲神・少彦名神の開拓三神を祀る。

## 由緒
1883年（明治16年）、開拓団体「晩成社」が帯広に移住し、1885年（明治18年）ごろから祭祀を行っていた。1890年（明治23年）には祠を建てて「帯廣神社」と称した。これが当社の起源ともされる。しかし、帯廣神社側では、晩成社によるこの「帯廣神社」と現在の「帯廣神社」との関係は不明としている。
1909年（明治42年）、現在地に新たに神社を創立することとなり、翌1910年（明治43年）に神社創立願が北海道庁に提出された。同年9月24日、札幌神社（現・北海道神宮）から分霊の勧請を受けた。1911年（明治44年）5月に無格社に列し、1918年（大正7年）に郷社、1930年（昭和5年）に県社に昇格した。1976年（昭和51年）に神社本庁の別表神社に加列された。